# 倒數三秒巡迴演唱會
倒數三秒巡迴演唱會是臺灣歌手徐懷鈺的第2輪巡迴演唱會。該巡演在2023年10月7日在臺灣臺北市臺北小巨蛋開始。

## 背景
徐懷鈺參與錄製《乘風2023》後，於2023年7月20日發行單曲〈倒數三秒〉，隨後宣布單曲同名演唱會於7月21日正式售票。而單曲〈倒數三秒〉的音樂錄影帶在單曲同名演唱會的前三日晚間8時公開。徐懷鈺也在演唱會中首次演唱了全新單曲〈達爾文步伐〉，之後此單曲於10月23日正式在數位平台上架。台北場結束後，徐懷鈺於1月10日在成都召開記者會，宣布將單場演唱會正式升級為巡迴演唱會。

## 商業表現
徐懷鈺在成都場演出時，因「上座率」似乎不如預期而自我調侃，稱「你們就坐緊一點，沒關係，中間的空都沒有關係，我不太在乎這一點」。事後，徐懷鈺的自我調侃使「徐懷鈺演唱會上自己調侃上座率」在新浪微博一度成為熱搜話題。據參與現場演出的網友所公開的影片，判斷是次演唱會成都場的上座率大約為7成。

## 場次
| 日期          | 國家或地區 | 城市 | 場地                         |
| ------------- | ---------- | ---- | ---------------------------- |
| 2023年10月7日 | 臺灣       | 臺北 | 臺北小巨蛋                   |
| 2024年4月20日 | 中國大陆   | 上海 | 梅赛德斯-奔驰文化中心        |
| 2024年5月11日 | 中國大陆   | 成都 | 成都鳳凰山體育公園综合体育馆 |
| 2024年5月18日 | 中國大陆   | 武漢 | 武汉光谷国际网球中心         |
| 2024年8月17日 | 中國大陆   | 北京 | 北京首都體育館               |